# Још се браним ћутањем
Још се браним ћутањем је назив дуетске песме Милице Павловић и Алена Исламовића који је објављен 25. новембра 2016. године за Гранд Продукцију. Сарадња ова два извођача је била право изненађење за публику и потпуно неочекивани спој.

## О синглу
Милица је донела одлуку да на свом другом студијском албуму Богиња потпуно промени екипу сарадника и решила је да сарађује са композитором Гораном Ратковићем Ралетом који је урадио песму "Још се браним ћутањем". Док су преслушавали песму у студију схватили су да ће овај дует најбоље извести Алена Исламовића, који је са задовољством прихватио сарадњу са младом певачицом.

## Још се браним ћутањем
Милица је решила да свој други албум Богиња двадесетак дана пре објављивања најави управо овом дуетском песмом и успела је да потпуно изненади публику, јер од ње нису очекивали овакав потез. Милица и Ален су под редитељском палицом Александра Керекеша Кекија у Новом Саду снимили и веома сетан и романтичан спот, а судећи по коментарима публике ова нумера их је подсетила на нека прошла времена. 

## Промотивна кампања дуета
Милица и Ален су кампању промоције дуетске песме "Још Се Браним Ђутањем" започели екранизацијом, али су затим имали и неколико заједничких телевизијских гостовања у форматима попут емисија "Звезде Гранда - Специјал" и "150 минута". Ален је том приликом испричао анегдоту да му је жена у шали у почетку бранила да сними дует са Милицом, јер је била љубоморна због њеног изгледа. Сем своје дуетске песме Милица и Ален су у поменутим гостовањима певали и неке хитове Бијелог дугмета попут песме "Ружица Си Била". 

## Успех песме
Песма Још се браним ћутањем је постала велики хит у свим бившим републикама и за две године има око 18 милиона прегледа на сајту Јутјуб, што се сматра завидним успехом, посебно када су баладе у питању.